# Kamizelka KLV
Kamizelka KLV – kamizelka kuloodporna przeznaczona dla kierowców pojazdów wojskowych, używana przez Wojska Lądowe od początku lat 90.
Produkowana przez Lubawa S.A. w trzech wariantach ochronnych:
- bez wkładów twardych (2. klasa kuloodporności[2]; 2,9 kg)
- z przednim wkładem twardym (płyta stalowa; 4. klasa kuloodporności[2]; 5,7 kg)
- z przednim i tylnym wkładem twardym(płyta stalowa; 4. klasa kuloodporności[2]; 8,5 kg)

Kamizelka nie posiada kieszeni na dodatkowe oporządzenie. Jest krótsza od kamizelki OLV. Posiada naramienniki. 